# Marco Verratti
Marco Verratti (Pescara, 5 november 1992) is een Italiaans voetballer die als centrale middenvelder speelt. Hij verruilde Pescara in juli 2012 voor Paris Saint-Germain. Verratti debuteerde in 2012 in het Italiaans voetbalelftal.

## Clubcarrière
Verratti stroomde door vanuit de jeugd van Pescara. Hiervoor debuteerde hij in het seizoen 2008/09 op zestienjarige leeftijd in het eerste elftal. Het seizoen erna veroverde hij een basisplaats en werd hij een sleutelspeler. Tijdens het seizoen 2011/12 besloot zijn coach Zdeněk Zeman om hem als verdedigende middenvelder te gebruiken in een 4-3-3 formatie. Verratti tekende op 18 juli 2012 een vijfjarig contract bij Paris Saint-Germain. Hij maakte op 11 augustus zijn debuut voor de Franse club in het eigen Parc des Princes. Hij begon aan de wedstrijd tegen Lorient, waarna hij na 58 minuten vervangen werd door Blaise Matuidi bij een 0-1-achterstand . De wedstrijd eindigde in 2-2.

## Clubstatistieken
| Seizoen | Club                | Competitie | Competitie | Competitie | Beker | Beker | Internationaal | Internationaal | Overige | Overige | Totaal | Totaal |
| Seizoen | Club                | Competitie | Wed.       | Dlp.       | Wed.  | Dlp.  | Wed.           | Dlp.           | Wed.    | Dlp.    | Wed.   | Dlp.   |
| ------- | ------------------- | ---------- | ---------- | ---------- | ----- | ----- | -------------- | -------------- | ------- | ------- | ------ | ------ |
| 2009/10 | Pescara             | Lega Pro B | 7          | 1          | 0     | 0     | —              | —              | —       | —       | 7      | 1      |
| 2010/11 | Pescara             | Serie B    | 28         | 1          | 1     | 0     | —              | —              | —       | —       | 29     | 1      |
| 2011/12 | Pescara             | Serie B    | 31         | 0          | 1     | 0     | —              | —              | —       | —       | 32     | 0      |
| 2012/13 | Paris Saint-Germain | Ligue 1    | 27         | 0          | 3     | 0     | 9              | 0              | —       | —       | 39     | 0      |
| 2013/14 | Paris Saint-Germain | Ligue 1    | 29         | 0          | 5     | 0     | 8              | 0              | 1       | 0       | 43     | 0      |
| 2014/15 | Paris Saint-Germain | Ligue 1    | 32         | 2          | 9     | 0     | 7              | 1              | 1       | 0       | 49     | 3      |
| 2015/16 | Paris Saint-Germain | Ligue 1    | 18         | 0          | 4     | 0     | 5              | 0              | 1       | 0       | 28     | 0      |
| 2016/17 | Paris Saint-Germain | Ligue 1    | 28         | 3          | 7     | 0     | 7              | 0              | 1       | 0       | 43     | 3      |
| 2017/18 | Paris Saint-Germain | Ligue 1    | 22         | 0          | 7     | 0     | 8              | 2              | 1       | 0       | 38     | 2      |
| 2018/19 | Paris Saint-Germain | Ligue 1    | 26         | 0          | 4     | 1     | 7              | 0              | 1       | 0       | 38     | 1      |
| 2019/20 | Paris Saint-Germain | Ligue 1    | 20         | 0          | 7     | 0     | 9              | 0              | 1       | 0       | 37     | 0      |
| 2020/21 | Paris Saint-Germain | Ligue 1    | 21         | 0          | 2     | 0     | 7              | 0              | 1       | 0       | 31     | 0      |
| 2021/22 | Paris Saint-Germain | Ligue 1    | 24         | 2          | 3     | 0     | 5              | 0              | 0       | 0       | 32     | 2      |
| 2022/23 | Paris Saint-Germain | Ligue 1    | 6          | 0          | 0     | 0     | 1              | 0              | 1       | 0       | 8      | 0      |
| Totaal  | Totaal              | Totaal     | 319        | 9          | 53    | 1     | 73             | 3              | 9       | 0       | 454    | 13     |

## Interlandcarrière
Verratti debuteerde op 28 februari in Italië –21. Hij begon in de basiself in een wedstrijd tegen het Frans elftal onder 21.
Op 13 mei 2012 maakte Italiaans bondscoach Cesare Prandelli een lijst met 32 namen bekend die deel uitmaakten van de voorselectie voor het Europees kampioenschap voetbal 2012. Samen met Angelo Ogbonna was Verratti de enige die uitkwam voor een club in de Serie B. Hij viel uiteindelijk af, net als Domenico Criscito, Davide Astori, Salvatore Bocchetti, Luca Cigarini en Ezequiel Schelotto.
Hij debuteerde op 15 augustus 2012 in het nationaal elftal, tegen Engeland, net als Federico Peluso, Manolo Gabbiadini, Ezequiel Schelotto, Andrea Poli, Mattia Destro, Stephan El Shaarawy en Diego Fabbrini. In Bern verloren de Italianen met 1–2. Verratti verving na een uur spelen Alessandro Diamanti.
In een oefeninterland tegen Nederland op 6 februari 2013 maakte Veratti in de slotfase gelijk, nadat in de 33ste minuut Jeremain Lens had gescoord voor Nederland. Hij nam met de Italiaanse jeugdploeg (U21) deel aan het Europees kampioenschap 2013 in Israël, waar Jong Italië in de finale met 4-2 verloor van de leeftijdgenoten uit Spanje.
In de zomer van 2014 was Verratti met Italië actief op het wereldkampioenschap voetbal 2014 in Brazilië; hij kwam in actie in de groepsduels tegen Engeland (1–2 winst) en Uruguay (1–0 verlies). Verratti miste het EK voetbal 2016 in Frankrijk vanwege een hernia-operatie. Hij werd opgenomen in de definitieve selectie van het EK voetbal 2020, dat in 2021 werd gehouden, hoewel hij nog herstellende was van een knieblessure.
| Interlands van Marco Verratti voor Italië | Interlands van Marco Verratti voor Italië | Interlands van Marco Verratti voor Italië | Interlands van Marco Verratti voor Italië | Interlands van Marco Verratti voor Italië | Interlands van Marco Verratti voor Italië | Interlands van Marco Verratti voor Italië |
| №                                         | Datum                                     | Wedstrijd                                 | Uitslag                                   | Competitie                                | Goals                                     |                                           |
| Als speler bij Paris Saint-Germain        | Als speler bij Paris Saint-Germain        | Als speler bij Paris Saint-Germain        | Als speler bij Paris Saint-Germain        | Als speler bij Paris Saint-Germain        | Als speler bij Paris Saint-Germain        | Als speler bij Paris Saint-Germain        |
| ----------------------------------------- | ----------------------------------------- | ----------------------------------------- | ----------------------------------------- | ----------------------------------------- | ----------------------------------------- | ----------------------------------------- |
| 1                                         | 15 augustus 2012                          | Engeland – Italië                         | 2 – 1                                     | Vriendschappelijk                         | 0                                         |                                           |
| 2                                         | 14 november 2012                          | Italië – Frankrijk                        | 1 – 2                                     | Vriendschappelijk                         | 0                                         |                                           |
| 3                                         | 6 februari 2013                           | Nederland – Italië                        | 1 – 1                                     | Vriendschappelijk                         | 1                                         |                                           |
| 4                                         | 14 augustus 2013                          | Italië – Argentinië                       | 1 – 2                                     | Vriendschappelijk                         | 0                                         |                                           |
| 5                                         | 31 mei 2014                               | Italië – Ierland                          | 0 – 0                                     | Vriendschappelijk                         | 0                                         |                                           |
| 6                                         | 4 juni 2014                               | Italië – Luxemburg                        | 1 – 1                                     | Vriendschappelijk                         | 0                                         |                                           |
| 7                                         | 14 juni 2014                              | Engeland – Italië                         | 1 – 2                                     | WK 2014                                   | 0                                         |                                           |
| 8                                         | 24 juni 2014                              | Italië – Uruguay                          | 0 – 1                                     | WK 2014                                   | 0                                         |                                           |
| 9                                         | 4 september 2014                          | Italië – Nederland                        | 2 – 0                                     | Vriendschappelijk                         | 0                                         |                                           |
| 10                                        | 13 oktober 2014                           | Malta – Italië                            | 0 – 1                                     | Kwalificatie EK 2016                      | 0                                         |                                           |
| 11                                        | 28 maart 2015                             | Bulgarije – Italië                        | 2 – 2                                     | Kwalificatie EK 2016                      | 0                                         |                                           |
| 12                                        | 31 maart 2015                             | Italië – Engeland                         | 1 – 1                                     | Vriendschappelijk                         | 0                                         |                                           |
| 13                                        | 3 september 2015                          | Italië – Malta                            | 1 – 0                                     | Kwalificatie EK 2016                      | 0                                         |                                           |
| 14                                        | 6 september 2015                          | Italië – Bulgarije                        | 1 – 0                                     | Kwalificatie EK 2016                      | 0                                         |                                           |
| 15                                        | 10 oktober 2015                           | Azerbeidzjan – Italië                     | 1 – 3                                     | Kwalificatie EK 2016                      | 0                                         |                                           |

Bijgewerkt op 14 oktober 2015.

## Erelijst
| Competitie            |         |                                                                                |         |         |
| Competitie            | Aantal  | Jaren                                                                          |         |         |
| Pescara               | Pescara | Pescara                                                                        | Pescara | Pescara |
| --------------------- | ------- | ------------------------------------------------------------------------------ | ------- | ------- |
| Serie B               | 1x      | 2011/12                                                                        |         |         |
| Paris Saint-Germain   |         |                                                                                |         |         |
| Ligue 1               | 9x      | 2012/13, 2013/14, 2014/15, 2015/16, 2017/18, 2018/19, 2019/20, 2021/22,2022/23 |         |         |
| Coupe de France       | 6x      | 2014/15, 2015/16, 2016/17, 2017/18, 2019/20, 2020/21                           |         |         |
| Coupe de la Ligue     | 6x      | 2013/14, 2014/15, 2015/16, 2016/17, 2017/18, 2019/20                           |         |         |
| Trophée des Champions | 9x      | 2013, 2014, 2015, 2016, 2017, 2018, 2019, 2020, 2022                           |         |         |

| Competitie | Winnaar | Winnaar | Runner-up | Runner-up | Derde  | Derde  |
| Competitie | Aantal  | Jaren   | Aantal    | Jaren     | Aantal | Jaren  |
| Italië     | Italië  | Italië  | Italië    | Italië    | Italië | Italië |
| ---------- | ------- | ------- | --------- | --------- | ------ | ------ |
| UEFA EK    | 1x      | 2020    |           |           |        |        |

1 Donnarumma ·
2 Hakimi ·
3 Kimpembe ·
5 Marquinhos  ·
7 Kvaratschelia ·
8 Ruiz ·
9 Ramos ·
10 Dembélé ·
14 Doué ·
17 Vitinha ·
19 Lee ·
21 Hernández ·
23 Kolo Muani ·
23 Kolo Muani ·
24 Mayulu ·
25 Mendes ·
29 Barcola ·
33 Zaïre-Emery ·
35 Beraldo ·
39 Safonov ·
42 Zague ·
45 El Hannach ·
49 Mbaye ·
51 Pacho ·
80 Tenas ·
87 Neves ·
Coach: Enrique
· Assistent-coach: Pol
1 Buffon  ·
2 De Sciglio ·
3 Chiellini ·
4 Darmian ·
5 Motta ·
6 Candreva ·
7 Abate ·
8 Marchisio ·
9 Balotelli ·
10 Cassano ·
11 Cerci ·
12 Sirigu ·
13 Perin ·
14 Aquilani ·
15 Barzagli ·
16 De Rossi ·
17 Immobile ·
18 Parolo ·
19 Bonucci ·
20 Paletta ·
21 Pirlo ·
22 Insigne ·
23 Verratti ·
Coach: Prandelli
1 Sirigu ·
2 Di Lorenzo ·
3 Chiellini  ·
4 Spinazzola ·
5 Locatelli ·
6 Verratti ·
7 Castrovilli ·
8 Jorginho ·
9 Belotti ·
10 Insigne ·
11 Berardi ·
12 Pessina ·
13 Emerson ·
14 Chiesa ·
15 Acerbi ·
16 Cristante ·
17 Immobile ·
18 Barella ·
19 Bonucci ·
20 Bernardeschi ·
21 Donnarumma ·
22 Raspadori ·
23 Bastoni ·
24 Florenzi ·
25 Tolói ·
26 Meret ·
Coach: Mancini